# Spathicephalus
Spathicephalus са изчезнал род тетраподи, които са живели след средата на периода карбон. Родът включва два вида – S. mirus от Шотландия и S. pereger от Нова Скотия.

## Описание
За разлика от повечето други ранни четириноги, които са със заоблени или заострени муцуни, тази на Spathicephalus mirus е плоска. Черепът е с почти перфектно квадратна форма – до 22 cm както на ширина, така и на дължина. Квадратната форма се дължи главно на разширяването на носните кости по протежение на средната линия на муцуната.
Очните кухини са големи, насочени нагоре и разположени близо една до друга в близост до задната част на черепа. За разлика от очните орбити на повечето четириноги, тези на Spathicephalus са с бъбрековидна форма, тъй като са слети с друга двойка кухини наречени „antorbital fenestrae“.
Челюстите на S. mirus са покрити със стотици малки, длето-образни, близко разположени зъби. Всеки от тях е с диаметър на напречно сечение около 3 mm и заедно формират непрекъснат ред по горната и долната челюст. Докато тези в горната челюст са насочени директно надолу, то тези в долната челюст са наклонени леко навътре.

## Хранене
Малките зъби на Spathicephalus са били неподходящи за улов на риба. За тях се смята, че са се хранели, чрез всмукване и филтриране на водни безгръбначни.